# ЗШ-1
ЗШ-1 — лёгкий бронезащитный шлем российского производства. Используется полицией России.
Выпускается предприятием АО НПП «КлАСС» с середины 1990-х годов.
Предназначен для защиты головы пользователя от пуль огнестрельного оружия и осколочного воздействия.
Изготавливается из арамидных тканей. Шлем может комплектоваться со встроенной радио-гарнитурой для приема-передающей связи при работе с носимыми радиостанциями, а также с противоударным забралом. Забрало изготавливается из прозрачного поликарбоната.
Для подгонки по размеру головы используются регулировочные ременные ленты.
На подбородке шлем фиксируется при помощи быстроразъемной кожаной застёжки — силу натяжения при этом можно регулировать и зафиксировать шлем по обхвату.

## Тактико-технические характеристики (ТТХ)
Шлем ЗШ-1 гарантированно обеспечивает защиту по классу БР1 (По классу защиты от стрелкового оружия) от:
- 9-мм пуль патронов 57-Н-181С пистолета ПМ с расстояния 5 метров;
- 7,62-мм пуль патронов 57-Н-122 револьвера системы Нагана с расстояния 5 метров;
- имитаторов осколков (стальных шариков массой 1,05 г, диаметром 6,3 мм) при скорости не более 500 м/с.

Шлем сохраняет свои защитные свойства при температуре -40°С до +50°С.
| № | Масса и площадь защиты | Размер      | Площадь лицевого щитка (При наличии) |
| - | ---------------------- | ----------- | ------------------------------------ |
| 1 | 13,8 дм²               | от 54 до 60 | 4,9 дм²                              |
| 2 | 14,5 дм²               | от 58 до 64 | 6,5 дм²                              |